# 아가토클레스 디카이오스
아가토클레스 디카이오스 (Ἀγαθοκλῆς ὁ Δίκαιος)는 인도-그리스 왕국의 왕으로 기원전 190년에서 180년까지 다스렸다. 그는 아마 드미트리우스의 아들로 박트리아와 인디아 사이의 파로파미사다에를 책임진 속주왕이었다. 그 경우에 그는 유티데무스의 손자로 그의 주화에 신적인 왕으로 기록하였다.
아가토클레스는 판탈레온 왕의 후계자거나 동시대인이었으며 그는 찬탈자 유크라디테스에 의해 공격당하고 피살된 것으로 보인다. 
그는 그레코-박트리아 영토를 다스렸다. 그에 대해서 거의 알려져 있지 않다.

## 같이 보기
- 인도-그리스 왕국
- 그리스 불교
- 인도-스키타이